# Арнау, Эусеби
Эусеби Арнау-и-Маскорт (исп. Eusebi Arnau i Mascort; 8 сентября 1863, Барселона, Испания — 2 июля 1933, Барселона, Испания) — испанский и каталонский скульптор.

## Жизнь и творчество
Художественное образование получил в барселонской Школе изящных искусств, под руководством Хосе Гамота. Продолжил своё обучение в Риме (1887), затем в барселонской школе Льоджа. В 1895—1902 годах находился в Париже, где посещал академию Жюлиана. Венувшись на родину, сотрудничал со скульпторами Пабло Гаргальо и Жозепом Дуньяхом. Совместно со скульптором Жозепом Льимона занимался украшением собора св. Энграсии в Сарагосе. Как скульптор и архитектор принимал участие в возведении таких построек, как каса Льео Морера, каса Аматлар, отель «Испания», дворец Каталонской музыки, госпиталя Сан-Пабло (все в Барселоне). Работал также совместно с архитектором Энриком Санье над зданиями каса Руперт Гаррида, храм Святого Сердца и др. Был известен как талантливый медальер. Свои скульптурные произведения Э. Арнау создавал в стиле классического модерна. Академик Королевской академии изящных искусств Каталонии.
Творчество Э. Арнау было отмечено почётным дипломом на Всемирной выставке в Барселоне (1888), рядом других наград и премий.

## Галерея
- Памятник Пау Гилу у госпиталя Сан-Паоло в Барселоне
- Бюст мадонны, покровительницы Барселоны
- Лепные работы во Дворце музыки
- Госпиталь Сан-Пабло
- Госпиталь Сан-Пабло
- Каса Лактансия